# Håckstaviken
Håckstaviken är en sjö i Hudiksvalls kommun i Hälsingland och ingår i Harmångersån-Delångersåns kustområde. Sjön har en area på 0,631 kvadratkilometer och ligger 5,1 meter över havet.

## Delavrinningsområde
Håckstaviken ingår i det delavrinningsområde (684878-157919) som SMHI kallar för Utloppet av Håckstaviken. Medelhöjden är 40 meter över havet och ytan är 13,65 kvadratkilometer. Det finns inga avrinningsområden uppströms utan avrinningsområdet är högsta punkten. Avrinningsområdets utflöde mynnar i havet. Avrinningsområdet består mestadels av skog (76 procent). Avrinningsområdet har 0,63 kvadratkilometer vattenytor vilket ger det en sjöprocent på 4,6 procent.